# Notoreas niphocrena
Notoreas niphocrena là một loài bướm đêm trong họ Geometridae.